# Open University of Cyprus
Die Offene Universität Zypern (Griechisch: Ανοικτό Πανεπιστήμιο Κύπρου, türkisch: Açık Kıbrıs Üniversitesi, englisch: Open University of Cyprus (OUC)) ist eine 2001 gegründete Universität in der Republik Zypern. Sie ist die einzige Universität in der Republik Zypern mit Schwerpunkt auf Teleunterricht und Fernstudien.
Die Universität betreut ca. 1500 Studenten in den Programmen:
- Master in Accounting and Finance
- Master in Applied Health Informatics and Telemedicin
- Master in Bioethics – Medical Ethics
- Master in Computer and Network Security
- Master in Continuing Education and Lifelong Learning
- Master in Educational Science
- Master in Environmental Conservation and Management
- Master in European Union Law
- Master in Greek Linguistic and Literature
- Master in Healthcare Management
- Master in Management, Technology and Quality
- Master of Business Administration (The Open MBA)
- Master in Political History Theory and Practice
- Master in Sustainable Environmental Engineering
- Master in Theatre Studies
- Master in Cognitive Systems
- Master in Enterprise Risk Management
- Master in Security and Defence
- Bachelor in Business Administration
- Bachelor of Laws
- Bachelor Studies in Hellenic Culture